# Rothalsiger Scheinrüssler
Der Rothalsige- oder Gelbrotköpfige Scheinrüssler (Salpingus ruficollis, Syn.: Rhinosimus ruficollis) ist ein Käfer aus der Familie der Scheinrüssler (Salpingidae).

## Merkmale
Die Käfer werden 3,3 bis 4,5 Millimeter lang. Sie haben einen auffällig langgestreckten, abgeflachten, vorne verbreiterten, orangefarbenen Kopf. Dieser setzt am Halsschild breit an. Zwischen den Facettenaugen ist der Kopf dunkel. Die Facettenaugen reichen bis zum Vorderrand des Halsschildes, wodurch die Schläfen nicht zu sehen sind. Der Halsschild, die Basis der Fühler und die Beine sind orange, die Deckflügel (Elytren) stahlblau-schwarz. Letztere haben hinter der Basis einen flachen Eindruck und sind durch hinten feiner werdende Punktreihen strukturiert. Die letzten fünf Fühlerglieder sind verbreitert. Die Art kann mit Vincenzellus ruficollis verwechselte werden, der jedoch einen kürzeren Kopf hat und dessen Stirn bis an die Facettenaugen gerandet ist.

## Vorkommen und Lebensweise
Die Art ist in Europa bis in den Hohen Norden verbreitet und tritt auch auf den Britischen Inseln lokal auf. Die Imagines treten von April bis Mai auf und sind häufig. Sie leben in Wäldern und Gehölzen auf und unter Rinde von Totholz, insbesondere von Laubbäumen, seltener auch an Nadelbäumen, wie etwa Fichten. Sowohl die Imagines als auch die Larven ernähren sich von Borkenkäfern und ihren Präimaginalstadien.

## Belege